# Brzezinka (Namysłów)

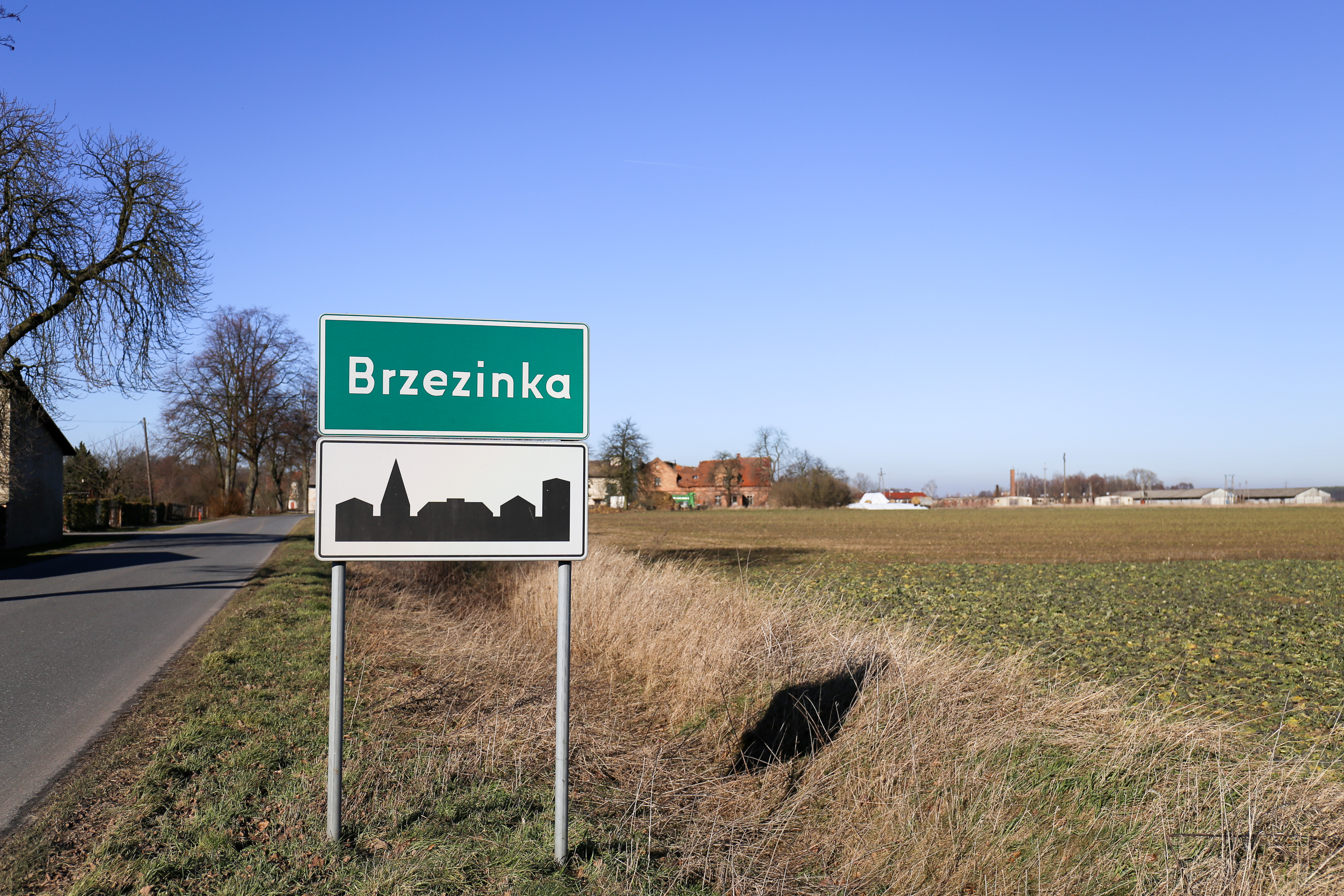
Ortseingang

Brzezinka (deutsch: Schindlersfelde) ist ein Ort in der Landgemeinde Namysłów im Powiat Namysłowski der Woiwodschaft Opole in Polen.

## Geographie
Brzezinka liegt 19 Kilometer nordöstlich von Namysłów (Namslau) und 70 Kilometer nördlich von Opole (Oppeln) in der Nizina Śląska (Schlesische Tiefebene). Nordwestlich verläuft die Grenze zur Woiwodschaft Niederschlesien nördlich die Grenze zur Woiwodschaft Großpolen. Letztere bildete bis 1939 die Grenze zwischen Polen und dem Deutschen Reich.
Nachbarorte von Brzezinka sind im Norden Trębaczów (Trembatschau) und im Süden Głuszyna (Glausche).

## Geschichte
Im Zehntregister Liber fundationis episcopatus Vratislaviensis aus den Jahren 1295–1305 wird erstmals der Ort Bresinka erwähnt.
Nach dem Ersten Schlesischen Krieg 1742 fiel Brzezinke mit dem größten Teil Schlesiens an Preußen.
Nach der Neuorganisation der Provinz Schlesien gehörte die Landgemeinde Brzezinke ab 1816 zum Landkreis Namslau im Regierungsbezirk Breslau. 1845 bestanden im Dorf eine katholische Kirche, ein Vorwerk, eine katholische Schule, eine Windmühle, eine Kapelle und 62 Häuser. Im gleichen Jahr lebten in Brzezinke 385 Einwohner, davon einer evangelisch. 1874 wurde der Amtsbezirk Glausche gegründet, dem die Landgemeinden Brzezinke und Glausche und die Gutsbezirke Brzezinke, Forst und Glausche eingegliedert wurden. Erster Amtsvorsteher war der Rittergutsbesitzer Götz in Brzesinke.
Am 28. April 1923 erfolgte die Umbenennung des Ortes in Schindlersfelde. 1933 zählte Schindlersfelde 147 und 1939 144 Einwohner. Bis 1945 gehörte der Ort zum Landkreis Namslau.
Als Folge des Zweiten Weltkriegs fiel Schindlersfelde mit dem größten Teil Schlesiens an Polen. Nachfolgend wurde es in Brzezinka umbenannt und der Woiwodschaft Schlesien angeschlossen. Die neu angesiedelten Bewohner waren teilweise Zwangsumgesiedelte aus Ostpolen, das an die Sowjetunion gefallen war. 1950 wurde Brzezinka der Woiwodschaft Opole zugeteilt. 1999 wurde es Teil des wiedergegründeten Powiat Namysłowski.

## Sehenswürdigkeiten
- Das Schloss Schindlersfelde (Dwór w Brzezince) wurde 1818 im Stil des Klassizismuses errichtet. Die angrenzenden Wirtschaftsgebäude wurden um 1820 errichtet. Das Schloss steht heute leer.[5] 1965 wurde das Schloss mit den angrenzenden Vorwerksgebäude unter Denkmalschutz gestellt.[6]
- Ehemaliges Zollamtsgebäude-